# Тарманское сельское поселение
Тарманское се́льское поселе́ние — муниципальное образование в Нижнетавдинском районе Тюменской области Российской Федерации.
Административный центр — село Средние Тарманы.

## История
Статус и границы сельского поселения установлены Законом Тюменской области от 5 ноября 2004 года № 263 «Об установлении границ муниципальных образований Тюменской области и наделении их статусом муниципального района, городского округа и сельского поселения».

## Население
| 2010 | 2011 | 2012 | 2013 | 2014 | 2015 | 2016 |
| ---- | ---- | ---- | ---- | ---- | ---- | ---- |
| 720  | ↗721 | ↗738 | ↗751 | ↗763 | ↗777 | →777 |
| 2017 | 2018 | 2019 | 2020 | 2021 |      |      |
| ↗781 | →781 | ↘778 | ↗779 | ↗916 |      |      |

## Состав сельского поселения
| № | Населённый пункт | Тип населённого пункта       | Население |
| - | ---------------- | ---------------------------- | --------- |
| 1 | Нижние Тарманы   | деревня                      | 231       |
| 2 | Средние Тарманы  | село, административный центр | 489       |

## Археология, антропология и палеогенетика
Стоянка Сосновый Остров занимает северо-западную часть острова Сосновый, который находится на песчаной дюне, возвышающейся над уровнем заболоченной части озера Средний Тарман. Исследования на месте проводились в 1966 году под руководством В. Д. Викторова, а в 2004 году коллективом исследователей Института проблем освоения Севера СО РАН и Уральского государственного университета. В ходе работы были выведены очертания нескольких построек и выделены три культурно-хронологические группы: средний неолит (козловская культура, Козлов Мыс, VI тыс. до н. э.), поздний неолит (сосновоостровская культура, V тыс. до н. э.) и энеолит (байыкская культура , IV тыс. до н. э.). Находки включают фрагменты керамических сосудов и каменных орудий труда. Кроме того, раскопки выявили три человеческих захоронения. На основе анализа предметов из них (керамических сосудов) и стратиграфических исследований было определено, что захоронения соотносятся с периодом существования сосновоостровской культуры. Эти люди вошли в антропологическую коллекцию Томского государственного университета. Охотница-собирательница I5766 (4230—3984 лет до н. э., Сосновый остров на озере Среднее Тарманское, Нижнетавдинский район, мтДНК: U5a2b1) заявлена как родственник 3-й степени родства для представителя ботайской культуры BOT15 (3345—3025 лет до н. э., Y-ДНК: N2a-P189.2*, мтДНК: R1b1).